# Ewa Gulbinowa
Ewa Gulbinowa, z domu Makowska (ur. 6 maja 1894 r. (chrzest 13.V.1894 r. w parafii św. Ducha w Wilnie, nr 30/1894 r.) 19 maja 1891 w Wilnie, zm. 25 kwietnia 1950 w Lublinie) – polska nauczycielka, autorka podręczników i prac historycznych, instruktorka harcerska.

## Życiorys
Była córką księgarza wileńskiego Wacława Leona Makowskiego i Apolonii z Chełmińskich, kształciła się w Wilnie i Warszawie. Od 1914 pracowała jako nauczycielka w Wilnie, w okresie I wojny światowej konspiracyjnie; opracowała w tym czasie kilka podręczników – Moje czytanki (1916), Snopek z naszej niwy (1916, do 1935 10 wydań), Plon (1916). Udzielała się również w harcerstwie, pełniąc do 1920 funkcję komendantki chorągwi w Wilnie.  30 lipca 1920 w Lublinie, wyszła za mąż za Kazimierza Gulbina (1893-1920). W tym samym roku podjęła studia historyczne na Uniwersytecie Wileńskim i pod kierunkiem Feliksa Konecznego przygotowała pracę Wileńskie cechy tkackie do 1795 r. (częściowo opublikowana w „Ateneum Wileńskim”, 1924). Działała w Kole Historyków Uniwersytetu Wileńskiego.
Od 1924 pracowała w wileńskim szkolnictwie (m.in. w Państwowej Szkole Przemysłowo-Handlowej żeńskiej im. E. Dmochowskiej), dochodząc do stanowiska wizytatora. W prasie wileńskiej i okolicznościowych księgach pamiątkowych ogłosiła szereg artykułów poświęconych własnej działalności harcerskiej i niepodległościowej z lat 1915–1920. Opracowała także biografię harcerki Jadwigi Tejszerskiej (1932).

## Ordery i odznaczenia
- Krzyż Niepodległości z Mieczami (7 lipca 1931)[2]
- Srebrny Krzyż Zasługi (9 listopada 1931)[3]